# Harry Bradshaw (trener)
Harry Bradshaw, właśc. Henry Bradshaw (ur. ok. 1854 w Burnley, zm. wrzesień 1924 w Wandsworth) – angielski menadżer piłkarski.

## Kariera
Chociaż nigdy nie grał w piłkę, Bradshaw został w 1891 sekretarzem Burnley, zaś dwa lata później prezesem. W 1896 został mianowany menadżerem pierwszego zespołu i chociaż w jego pierwszym sezonie po tym jak zespół znalazł się na dnie tabeli i przegrał spotkania fazy play-off spadł z First Division, Burnley było uważane za kandydata do szybkiego awansu. Po powrocie do najwyższej klasy rozgrywkowej, w sezonie 1898/1899 zespół zajął trzecie miejsce w tabeli, co było najlepszym wynikiem w historii klubu.
Latem 1899, Bradshaw przeniósł się na południe kraju, do występującego wówczas w Second Division Woolwich Arsenal i bardzo szybko awansował z londyńskim klubem do ekstraklasy. Podpisał kontrakty z paroma znaczącymi graczami, jak np. Archie Cross, Percy Sands, Jimmy Jackson i Jimmy Ashcroft, i wprowadził szkocki styl gry z krótkimi podaniami i płynnym zmienianiem pozycji. Po kilku słabszych sezonach, Arsenal zakończył rozgrywki 1898/1899 na drugim miejscu i dzięki temu klub po raz pierwszy w historii awansował do First Division. Jedenastu z dwudziestu ówczesnych graczy Arsenalu zostało ściągniętych Bradshawa.
Jednakże nigdy nie poprowadził Arsenalu w ekstraklasie. Latem 1904 trafił do grającego w Southern League Fulham, gdzie stał się pierwszym profesjonalnym menadżerem w historii klubu. W Fulham dwa razy z rzędu zajmował pierwsze miejsce w Southern League i na koniec sezonu 1906/1907 awansował po barażach do Second Division. W następnym sezonie Fulham zajęło czwarte miejsce w lidze i dotarło do ćwierćfinału FA Cup; Jednakże zespół nie potrafił utrzymać świetnej passy i następny sezon zakończył dopiero na dziesiątym miejscu. Bradshaw kontynuował swą pracę w Fulham do 1909, gdy wygasł jego kontrakt.
Bradshaw odmówił kontynuowania pracy na stanowisku menadżera Fulham i został sekretarzem Southern League. Stanowisko to zajmował aż do przejścia na emeryturę w 1921. Zmarł w 1924. Jego synowie, Joe Bradshaw i William Bradshaw, występowali w Arsenal i Fulham, gdy on prowadził te zespoły. Joe poszedł w ślady ojca i między 1926 a 1929 był menadżerem Fulham.